# Val Tidone
La val Tidone è una valle dell'Appennino ligure, formata dal torrente Tidone, posta tra le province di Pavia e Piacenza.

## Geografia fisica
La valle è formata dal torrente Tidone, che nasce dalle pendici del monte Penice a circa 1000 m s.l.m., nei pressi della località Casa Matti di Romagnese, e termina tra le località di Grintorto di Agazzano e Fabbiano di Borgonovo Val Tidone, dove il torrente inizia a scorrere nella pianura Padana; confina a oriente con la val Luretta, la val Tidoncello, la val Chiarone e la val Trebbia, a occidente con la val Bardonezza, la val Versa, la valle Scuropasso, la val Coppa e la val Staffora.

### Valichi
È messa in comunicazione con la val Coppa tramite il passo del Carmine, con la val Trebbia tramite il colle della Crocetta e con la val Tidoncello tramite il passo Ca' del Diavolo.

### Monti

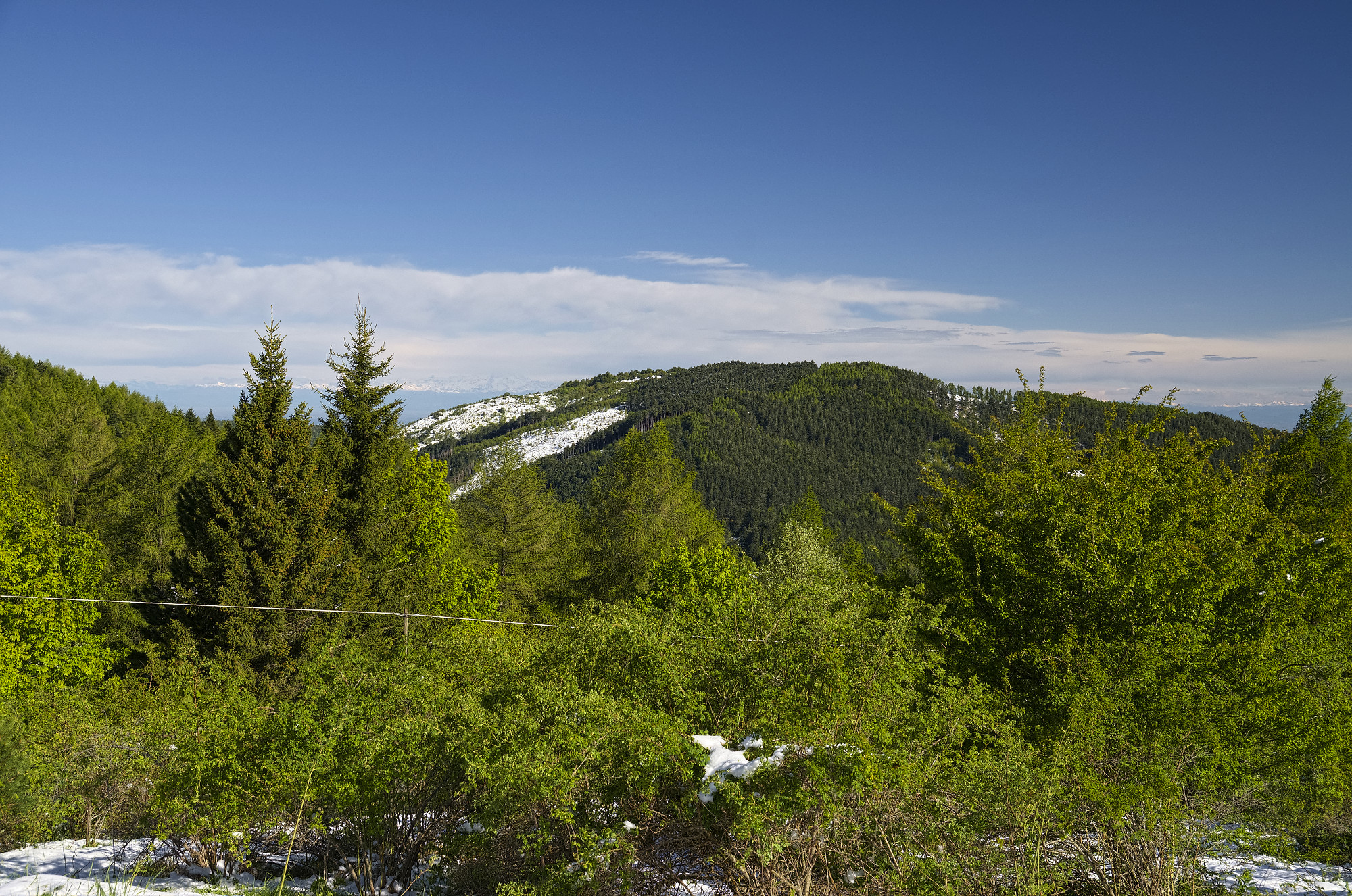
Il monte Alpe

Il monte più alto della val Tidone è il monte Penice (1460 m s.l.m.), dalle cui pendici nasce il torrente Tidone, la cui vetta, si trova tra la val Trebbia e la val Staffora. Sullo spartiacque con la val Trebbia si trovano il monte Castello (1083 m s.l.m.), la Pietra Corva (1078 m s.l.m.), il monte Pan Perduto (1064 m s.l.m.), il Groppo (999 m s.l.m.) e il monte Pradegna (960 m s.l.m.). 
Sullo spartiacque con la val Tidoncello si trovano il monte Lazzarello (866 m s.l.m.) e il Pian del Poggio (801 m s.l.m.). Nella zona del torrente Chiarone si trovano il monte Aldone (810 m s.l.m.), il monte Bono (725 m s.l.m.) e il monte Ciarello (716 m s.l.m.). Tra la val Tidone e la val Staffora si trovano il monte Alpe (1254 m s.l.m.), il Poggio di Alpe (1192 m s.l.m.), il monte Zuccarello (909 m s.l.m.), il monte Calenzone (1150 m s.l.m.) e il monte l'Olmo (1111 m s.l.m.).

### Idrografia

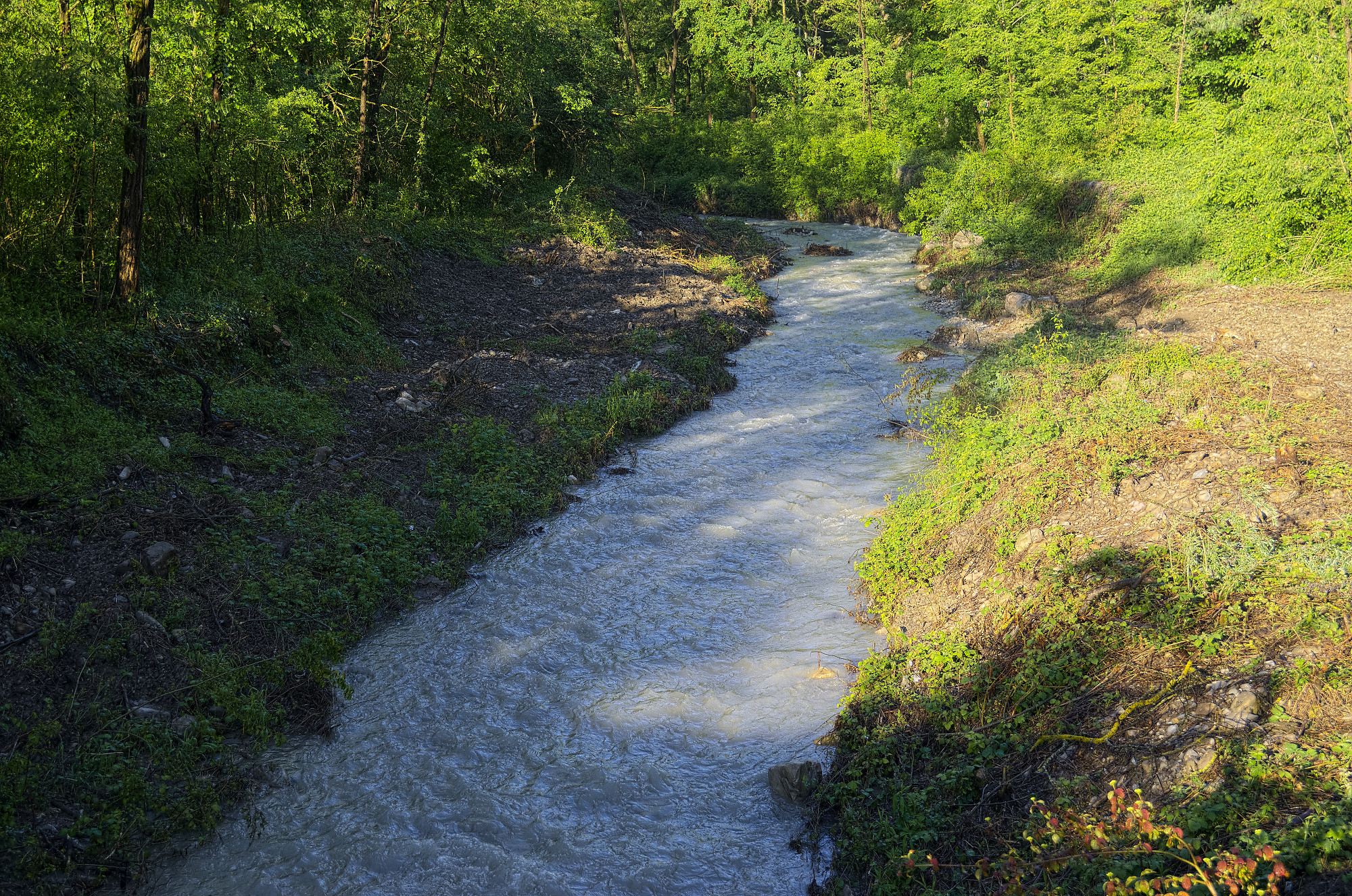
Il torrente Morcione

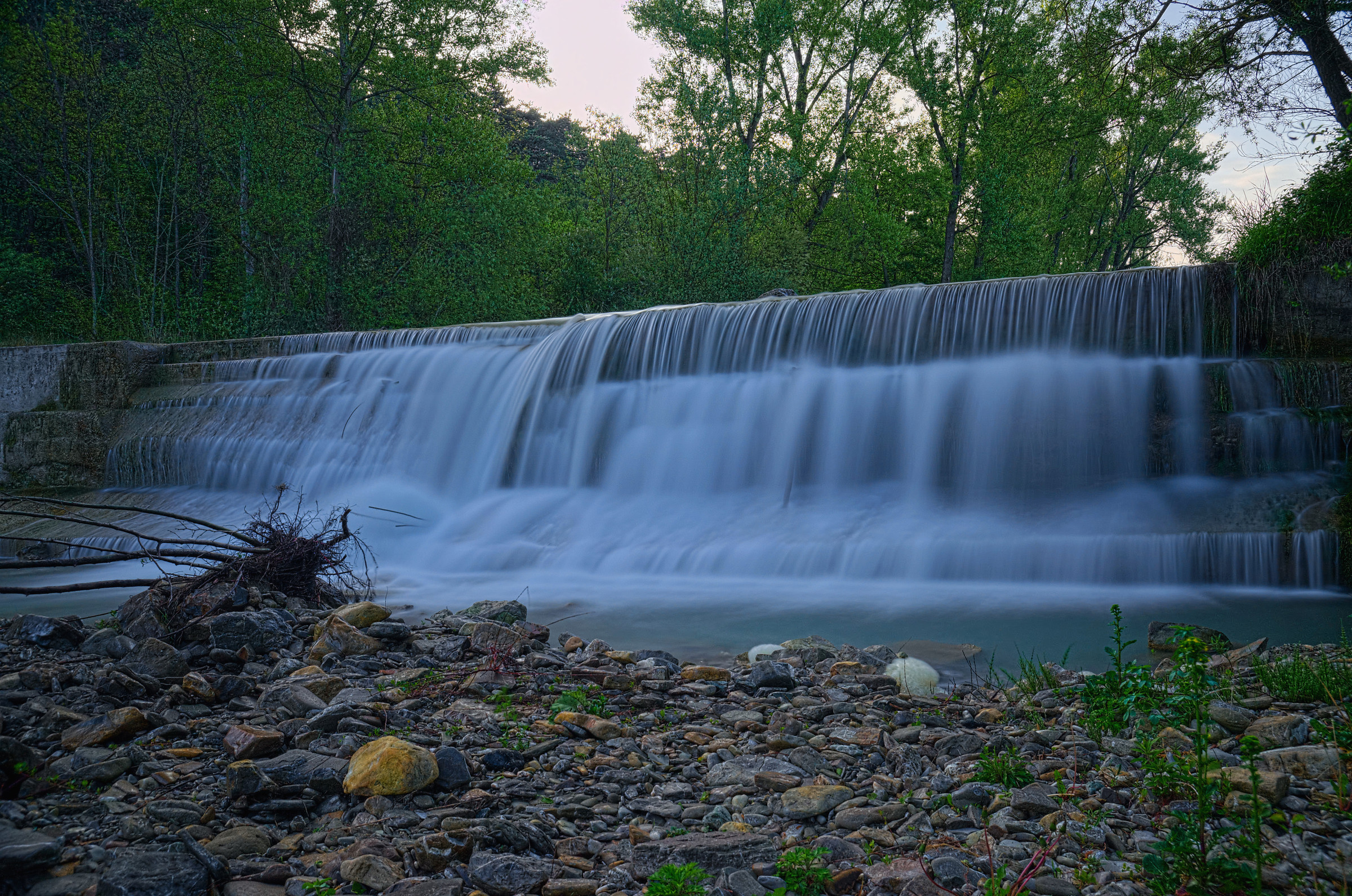
Il Tidone nei pressi di Zavattarello

Il corso d'acqua principale della valle è il torrente Tidone, lungo 46 km e con un bacino idrografico di circa 350 km².
I principali affluenti del Tidone sono:
- Torrenti in sinistra idrografica:
Morcione: nasce tra il monte Calenzone e la Costa d'Alpe e sfocia nel Tidone a Le Moline, a valle di Zavattarello[11].
Rio Molato: Nasce nei pressi di Pometo e sfocia nel Tidone nei pressi della diga del Molato, che prende il nome dal corso d'acqua[12].
Gualdora: Nasce poco distante da Tassara[13] e sfocia nel Tidone nei pressi di Trevozzo, entrambe frazioni di Alta Val Tidone[14].

- Torrenti in destra idrografica:
Tidoncello: nasce sulla Croce delle Mogliazze[1], sull'estremità sudorientale del bacino del Tidone, nel comune di Alta Val Tidone e sfocia nel Tidone a valle di Nibbiano[2].
Chiarone: nasce presso Marzonago, scorre incuneato tra il Tidoncello e il Luretta e sfocia nel Tidone nei pressi di Pianello Val Tidone[1].
Luretta: affluente principale del Tidone, forma l'omonima valle e sfocia nel Tidone in pianura, nei pressi di Agazzino, non lontano dalla foce del Tidone nel Po[2].

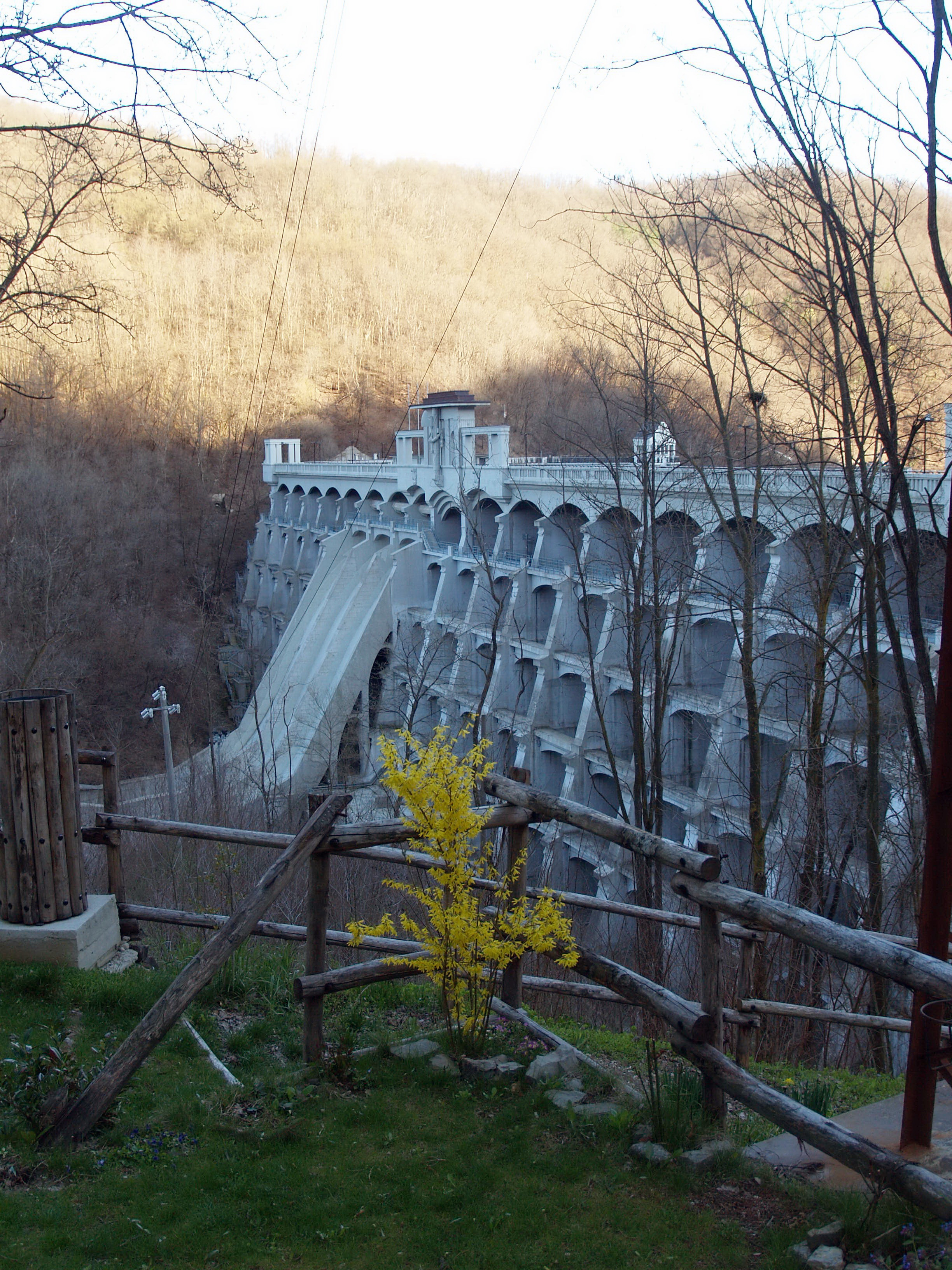
La diga del Molato

#### Laghi
Nella medio-alta valle, tra i comuni di Alta Val Tidone e Zavattarello, il Tidone forma il lago di Trebecco, che prende il nome dall'omonima frazione del comune di Alta Val Tidone, che era in origine comune autonomo. Il lago è stato originato dalla costruzione, ai fini irrigui e di idroelettrici, della diga del Molato, avvenuta tra il 1921 e il 1928 su progetto dell'ingegner Augusto Ballerio e inaugurata in quello stesso anno alla presenza dell'allora capo del governo Benito Mussolini.
La diga, costruita in calcestruzzo armato è alta 55 m e lunga 180 m considerando il solo fronte e 322 m considerando alcune strutture adiacenti. Il lago, che aveva una capacità originaria di 12,5 milioni di metri cubi, poi ridottasi a 10,5 a causa del progressivo interramento, è lungo 2,5 km e raggiunge una larghezza massima di 750 m.

### Parchi
La val Tidone è interessata dalla presenza di alcune zone naturalistiche:
- Parco del castello Dal Verme: parco di interesse comunale esteso per 79 ha intorno al castello Dal Verme di Zavattarello, situato su un rilievo collinare tra il corso del Tidone e quello dei suoi affluenti Morcione e Calghera. Il parco include una serie di territori collinari, in parte coperti da boschi e in parte dedicati all'agricoltura[17].
- Giardino botanico alpino di Pietra Corva: Situato a 950 m s.l.m. sulle pendici della Pietra Corva, tra i territori comunali di Romagnese e Alta Val Tidone, venne fondato nel 1967 dal veterinario e naturalista Antonio Ridella con l'obiettivo di conservare la presenza di piante caratteristiche delle alte quote provenienti da varie parti del mondo, tra le quali la rara Meleagride. A partire dal 2004 il giardino è sede del centro studi dell'Appennino settentrionale[18].
- Parco del Castello di Verde, area formata da un bosco di 330 ha su un rilievo tra la val Tidone e la val di Nizza, dominata dai resti del castello medievale ospita il Giardino delle farfalle, progettato e gestito con la collaborazione del dipartimento di Ecologia dell’Università di Pavia, al cui interno sono presenti diverse specie rare di lepidotteri[19].

## Storia
La vallata fu abitata fin dalla Preistoria: lungo la valle del torrente Chiarone sono stati ritrovati resti di insediamenti databili tra il V e il III millennio a.C.. Altri ritrovamenti, avvenuti tra la zona della Rocca d'Olgisio e la piana di San Martino sono invece databili alle età del bronzo e del ferro.
In epoca romana la zona fu densamente abitata, resti di abitati romani sono stati trovati nei pressi del cimitero di Pianello, nei pressi di Trevozzo e Nibbiano (chiamato dai romani Curte Neblani), e nella zona della foce del rio Cavaglione nel Tidone, non lontano da Caminata. In età tardo-antica e alto medievale si svilupparono insediamenti, tra i quali quello della piana di San Martino, situato nel comune di Pianello Val Tidone e diventato sede di campagne di scavi archeologici tra la fine del XX secolo e l'inizio del XXI secolo. 

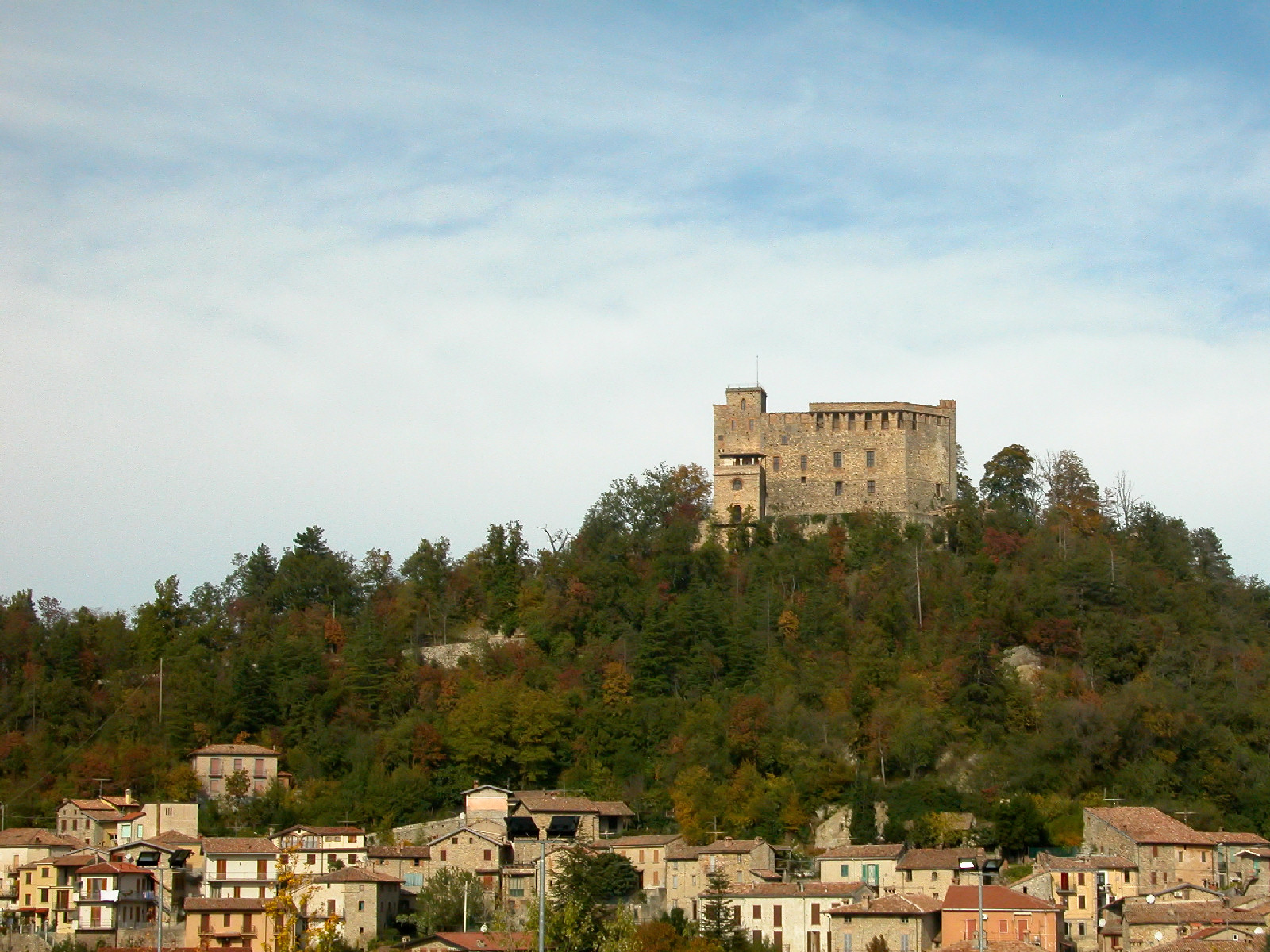
Il castello Dal Verme di Zavattarello

Nei secoli immediatamente precedenti e successivi all'anno Mille vennero costruiti in tutta la valle diversi castelli, tra i quali quello di Nibbiano, quello di Pianello e quello di Zavattarello: questi castelli furono, nei secolo successivi coinvolti nelle aspre lotte tra guelfi e ghibellini. Intorno alla metà del XII secolo, la valle vide il passaggio di Federico Barbarossa che distrusse i castelli di Pianello e Corano.
Nella seconda metà del trecento, dopo essere passata sotto il dominio visconteo, l'alta valle fu assegnata alla famiglia Dal Verme, che già possedeva i centri di Bobbio e Voghera, rimanendo, comunque sempre assoggettata al ducato di Milano. Nel 1449 il duca di Milano Francesco Sforza creò, nella bassa valle, il feudo della contea di Borgonovo, che comprendeva in val Tidone territori di Borgonovo e Agazzano, nonché i territori di Piozzano e Ziano, ricadenti solo in parte nella vallata, e che fu assegnata nel 1451 a Sforza Secondo Sforza.
Negli anni successivi la parte medio-bassa della valle venne via via annessa al ducato di Parma e Piacenza che estese il suo dominio su Pianello nel 1646 e sulla contea di Borgonovo nel 1679. Con il trattato di Aquisgrana, firmato nel 1748, la valle fu divisa politicamente tra il ducato di Parma e Piacenza, che controllava la bassa e media valle fino a Nibbiano e e lo stato sabaudo, che controllava l'alta valle da Caminata, nonché Bobbio; la dogana tra i due stati venne posta tra Nibbiano e Caminata.
La valle tornò ad appartenere alla stessa entità statale nel 1860, con l'annessione dei territori del ducato di Parma e Piacenza al regno di Sardegna, risultando divisa tra le province di Pavia e Piacenza. Nel 1923, nell'ambito della soppressione del circondario di Bobbio, i comuni di Caminata, Ruino, Romagnese, Trebecco e Zavattarello vennero scorporati dalla provincia di Pavia e assegnati alla provincia di Piacenza unendo tutta la vallata all'interno della provincia piacentina. Questa divisione comportò numerose proteste degli abitanti dei centri dell'alta valle, desiderosi di rimanere in provincia di Pavia. Le proteste culminarono nella marcia su Bobbio e nell'indizione di alcuni referendum che, tenutisi il 27 febbraio 1925 videro la vittoria della fazione che chiedeva il ritorno in provincia di Pavia. Nel 1926 in parziale accoglimento dei risultati dei referendum i comuni di Romagnese, Ruino e Zavattarello vennero annessi alla provincia di Pavia, mentre i comuni di Trebecco e Caminata rimasero parte della provincia di Piacenza e nel 1928 vennero privati della loro autonomia, venendo aggregati al comune di Nibbiano. Il comune di Caminata venne, poi, ricostituito nel 1950.
Tra il 2018 e il 2019 vennero costituiti due nuovi comuni nella vallata: Alta Val Tidone, nato dalla fusione di Caminata, Nibbiano e Pecorara e Colli Verdi, nato dalla fusione di Canevino, Ruino e Valverde.

## Monumenti e luoghi d'interesse

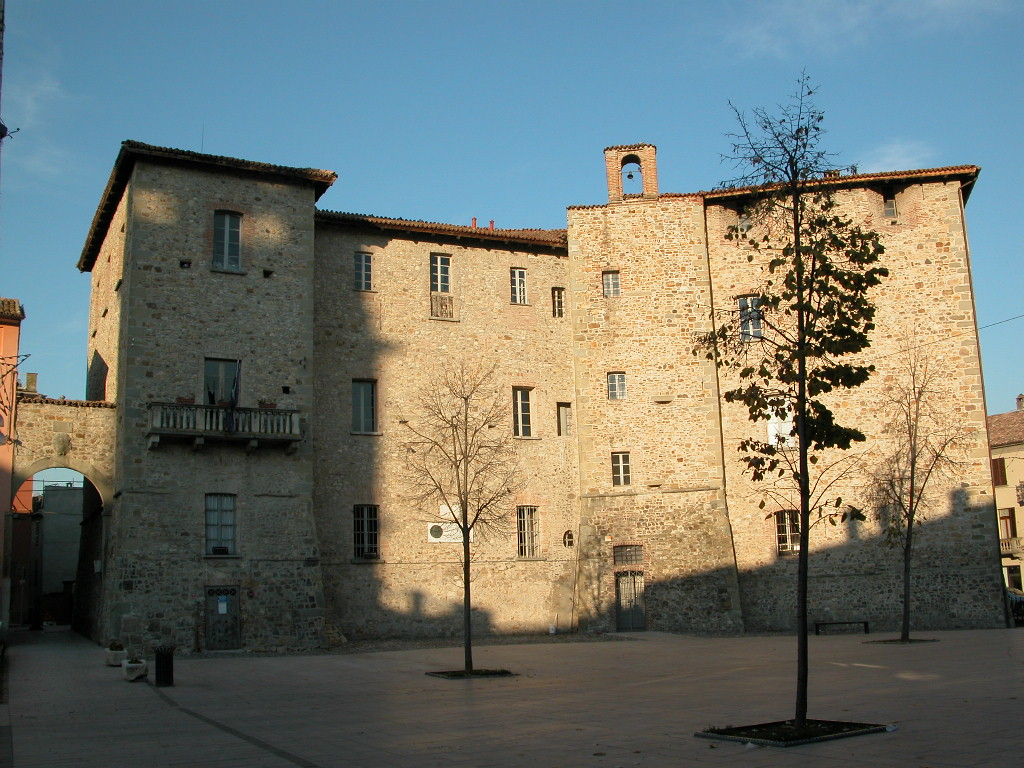
La rocca di Pianello

### Architetture civili
Rocca Municipale di PianelloSituata nel centro del paese di Pianello, è adibita a sede degli uffici comunali. Venne eretta nel XIV secolo dai Dal Verme come "palazzo di città" sui resti di una precedente fortificazione risalente al X secolo distrutta dall'imperatore Federico Barbarossa nel 1164. Annessa alla Rocca Municipale è la sede del museo Archeologico della Val Tidone, fondato dell'Associazione Pandora in collaborazione con la soprintendenza per i Beni Archeologici dell'Emilia-Romagna e l'amministrazione comunale, che raccoglie reperti archeologici provenienti dalla val Tidone e val Luretta, dall'età neolitica al medioevo.

### Architetture militari
Castello di CastelnovoCostruito nel XIV secolo poco distante dalle rovine di un preesistente castello citato per la prima volta poco dopo l'anno mille, presenta una pianta trapezoidale con torri poste su tre dei quattro angoli della struttura e accesso tramite ponte levatoio sormontato da un'ulteriore torre. Il castello è circondato da un parco con piante secolari accessibile tramite un viale alberato risalente all'Ottocento e inaugurato alla presenza di Maria Luigia d'Austria.

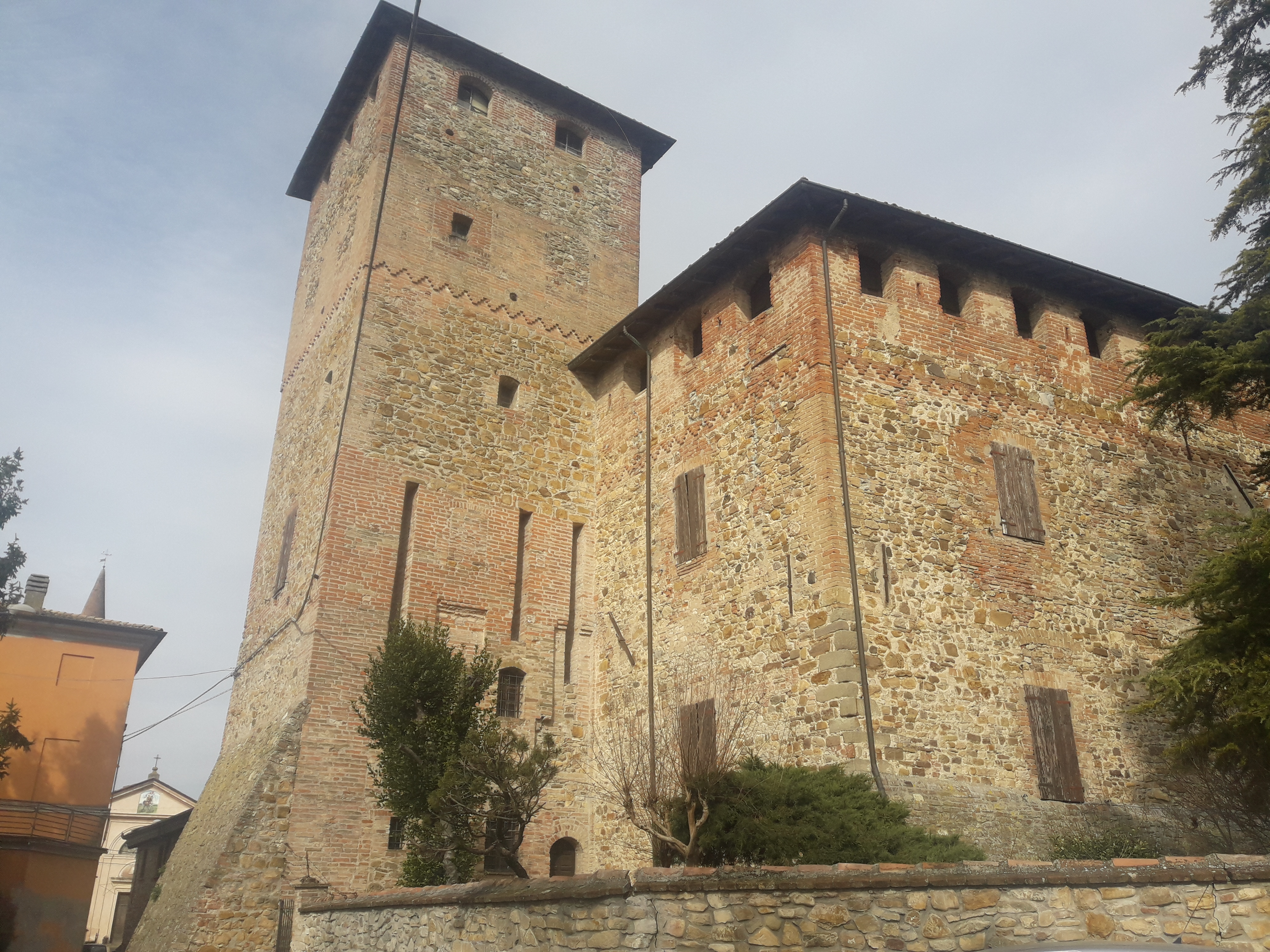
Il castello di Corano

Castello di CoranoCostruito in epoca ignota, venne distrutto nel XII secolo dalle truppe del Barbarossa e, ancora, nel 1241 da re Enzio. Ricostruito, venne occupato dalle truppe pontificie nel 1372 per, poi, venire rapidamente riconquistato dai Visconti. Nel 1417 venne incendiato dal conte di Carmagnola durante un'azione contro la famiglia Arcelli. L'edificio è costituito da un fabbricato monoblocco con struttura a forma di trapezio a cui è addossata, sul lato minore, una torre, che riporta le tracce di uno scomparso ponte levatoio e che, probabilmente, è di costruzione precedente rispetto al resto dell'edificio.
Castello di NibbianoDocumentato per la prima volta in un atto risalente al 1029, fece parte sino al XIV secolo dei beni del monastero di San Colombano di Bobbio, poi, nel 1335 entrò a far parte dei possedimenti dei marchesi Malvicini Fontana. Nel 1765 divenne proprietà degli Azara. Durante il XIX secolo subì la trasformazione a palazzo residenziale; in seguito a questi importanti rimaneggiamenti l'unica parte superstite dell'edificio medievale è la torre.
Castello di RomagneseEretto ad opera della famiglia Dal Verme tra il XIV e il XV secolo, sulle rovine di una preesistente casa-torre risalente all'epoca del dominio dei monaci dell'abbazia di San Colombano di Bobbio, presentava originariamente una struttura a U, della quale sopravvive una sola ala, che presenta una forma trapezoidale. Oltre a questa struttura del complesso originale è rimasta anche una torre, caratterizzata dalla merlatura guelfa. Il castello ospita gli uffici del comune di Romagnese e il locale museo civico di arte contadina.
Castello di TrebeccoEdificio costruito, con ogni probabilità, nel corso del IX secolo sui resti di una preesistente struttura militare, viene citato per la prima volta in documenti risalenti al X secolo. Sorto in una posizione strategicamente favorevole che permetteva di avere sotto controllo una buona parte della val Tidone, secondo il documento di testamento del diacono Gherardo redatto nel 1028, il castello era dotato di una torre, nonché di una chiesa situata al proprio interno. L'edificio, rimasto nelle proprietà della famiglia Dal Verme fino al XX secolo, nonostante sia stato oggetto di una dichiarazione di notevole interesse pubblico, versa in condizioni di assoluto degrado, amplificate dalla costruzione di edifici incongrui, come rimesse di lamiera, piccoli capannoni improvvisati ricoveri per attrezzi di lavoro sorti nelle sue vicinanze.
Castello di TrevozzoComplesso la cui esistenza è documentata per la prima volta in un atto risalente al 1514, quando venne abbruciato con gran danno dai soldati vermeschi di fede ghibellina che combattevano contro le truppe guelfe dei conti Cattaneo, che ne erano proprietari L'edificio, pur trasformato nel tempo in dimora residenziale, conserva due torri poste sugli angoli e i resti del ponte levatoio posto all'ingresso.
Castello di ZavattarelloMenzionato su diplomi imperiali di Ottone II nel 971, appartenne al vescovo di Bobbio. Nel 1169 fu conquistato dai piacentini; dopo essere tornato di proprietà bobbiese per volere dell'imperatore Ottone IV di Brunswick nel 1209, vide ripetuti scontri tra famiglie seguaci di guelfi e ghibellini. A partire dal 1264 fu sotto il controllo di Ubertino Landi, al quale si deve lo sviluppo del borgo. Recuperato il controllo sul castello da parte del vescovo di Bobbio nel 1385, la costruzione venne assegnata, nel 1390, a Jacopo Dal Verme che ne ampliò le strutture fortificate, organizzando al suo interno una scuola di guerra. Rimasto quasi ininterrottamente di proprietà della famiglia Dal Verme, nel 1975 venne donato al comune, che ne ha curato il restauro e lo ha adibito a sede di eventi culturali e visite guidate.

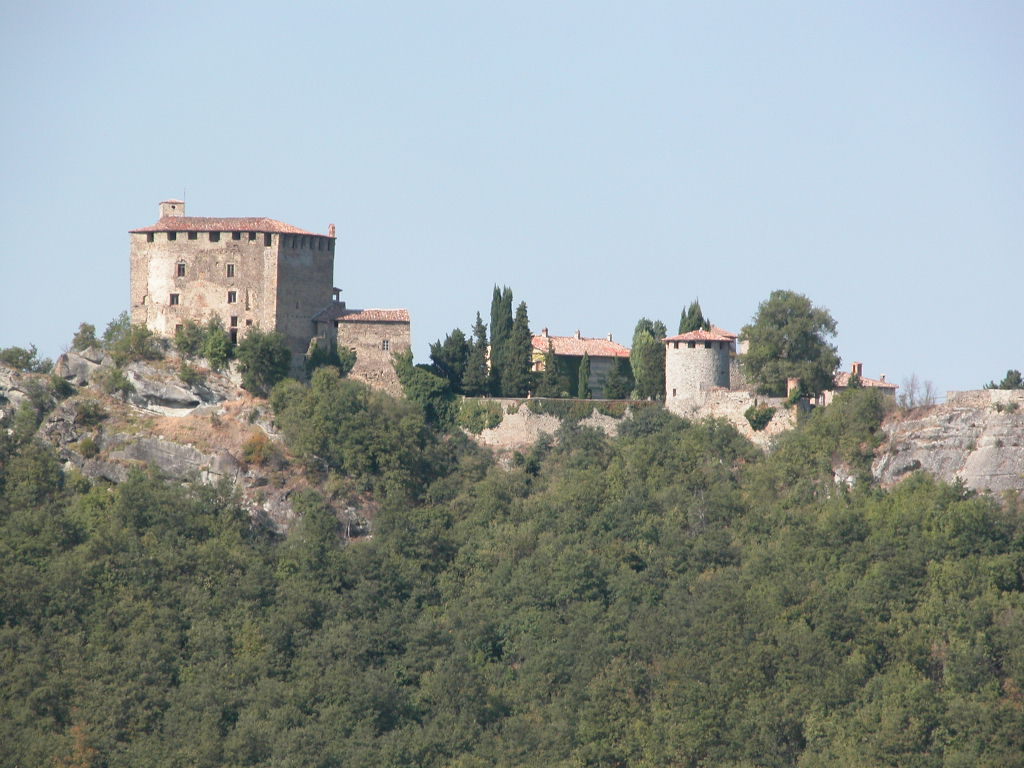
Rocca d'Olgisio

Rocca d'OlgisioComplesso fortificato posto su una rupe scoscesa a cavallo tra la val Tidone e la val Chiarone a 564 m s.l.m. di altezza, in una posizione che permette un'ampia vista sulla pianura Padana e le valli circostanti. Le prime notizie pervenute risalgono al 1037 quando divenne proprietà dei monaci di San Savino; una leggenda vuole che il castello fosse precedentemente di proprietà di un certo Giovannato. Nel 1378 ne entrarono in possesso i Dal Verme, che ne mantennero la proprietà fino all'estinzione del ramo famigliare. L'edificio presenta un mastio circondato da sei ordini di mura, l'oratorio, il pozzo, diversi saloni affrescati e un loggiato cinquecentesco. All'esterno della fortificazione si trovano alcune grotte, originariamente sede di una necropoli preistorica, legate ad avvenimenti leggendari e sacri: la grotta delle sante (Faustina e Liberata), la grotta dei coscritti e la grotta del cipresso.

## Cultura
La parte alta di questa valle fa parte del territorio culturalmente omogeneo delle quattro Province, caratterizzato da usi e costumi comuni e da un repertorio di musiche e balli molto antichi. Strumento principe di questa zona è il piffero appenninico. 
Tra le tradizioni che continuano a vivere vi è quella del Cantamaggio: nella notte dell'ultimo giorno di aprile gruppi di canterini passano per le cascine, suonando e cantando strofe augurali (diverse per i vari paesi), chiedendo uova, si chiama la galina grisa. Nella zona di Pianello si conclude con una cena in piazza con una tavolata ininterrotta per tutti i partecipanti, a Romagnese si svolge il sabato Santo, mentre a Cicogni si tiene nei primi giorni di maggio.
In ambito musicale nella valle sono organizzati Eventi Musicali Internazionali della Val Tidone che includono i Concorsi Internazionali di Musica della Val Tidone, il Val Tidone Festival e il Val Tidone Summer Camp e sono promossi ed organizzati dalla Fondazione Val Tidone Musica in collaborazione con l'Associazione Culturale Tetracordo.

## Economia
L'economia della vallata è di carattere principalmente agricolo, tra cui spicca, in particolare, la viticoltura, con la parte bassa della valle che è inclusa nella zona DOC dei colli piacentini. Nella valle si è diffuso anche il turismo enogastronomico con la presenza di ristoranti e agriturismi.

## Infrastrutture e trasporti
La principale arteria della valle è la strada statale 412 della Val Tidone che, partendo da Milano, supera il Po nei pressi di Castel San Giovanni e poi risale la valle fino ad innestarsi sulla strada statale 461 del Passo del Penice pochi chilometri prima dell'omonimo passo.
Tra il 1893 e il 1938 la valle fu servita dalla tranvia Piacenza-Pianello-Nibbiano che collegava Piacenza a Castel San Giovanni e, da qui, risaliva la vallata fino a Nibbiano: la linea fu aperta all'esercizio in vari tronconi tra il 1893 e il 1908 e soppressa tra il 1933 (tratto Pianello-Nibbiano) e il 1938.

## Amministrazione
La val Tidone appartiene amministrativamente ai comuni di Agazzano, Alta Val Tidone, Borgonovo Val Tidone, Colli Verdi, Pianello Val Tidone, Piozzano, Romagnese, Varzi, Zavattarello e Ziano Piacentino; Borgonovo Val Tidone e Colli Verdi si trovano sulla sinistra orografica del torrente, Agazzano e Pianello Val Tidone si trovano sulla sponda destra del torrente, Alta Val Tidone, Romagnese e Zavattarello comprendono porzioni territoriali su entrambe le sponde, il territorio comunale di Varzi comprende una piccola parte della valle del Morcione, affluente di sinistra del Tidone, il territorio comunale di Piozzano comprende una piccola parte della valle del Lisone, affluente di destra del Tidone, mentre il territorio comunale di Ziano Piacentino comprende una piccola parte della valle del Gualdora, affluente di sinistra del Tidone. Tutti i capoluoghi comunali si trovano in val Tidone, eccetto Varzi, situato in val Staffora, Agazzano e Piozzano, situati entrambi in val Luretta e Ziano Piacentino situato nella valle del torrente Lora.
La parte di alta valle che ricade in provincia di Piacenza, compresa nei comuni di Caminata, Nibbiano e Pecorara, poi unitisi nel comune di Alta Val Tidone, e Pianello Val Tidone ha fatto parte della comunità montana valle del Tidone, fino alla sua chiusura, mentre la parte di alta valle che ricade in provincia di Pavia fa parte della comunità Montana Oltrepò Pavese. Infine, la parte di valle del torrente Lisore ricadente nel comune di Piozzano ha fatto parte della comunità montana Appennino Piacentino, poi diventata Unione Montana Valli Trebbia e Luretta.
Nel territorio della valle sono presenti alcune unioni di comuni:
- Unione Montana Valli Trebbia e Luretta: comprendente il comune di Piozzano, oltre ad altri comuni situati in val Trebbia[48].
- Unione Comuni Bassa Val Trebbia e Val Luretta: comprendente, fino al 2018, il comune di Agazzano, insieme ad altri comuni situati tra la bassa val Trebbia e la val Luretta[49].
- Unione Val Tidone: comprendente i comuni di Caminata, Pecorara, Pianello, Nibbiano, Borgonovo Val Tidone e Ziano Piacentino, oltreché il comune di Castel San Giovanni, poi sciolta all'inizio del 2018 dopo l'abbandono di alcuni comuni e la nascita, mediante fusione, del comune di Alta Val Tidone[50].
- Unione dei Comuni Lombardi del Tidone Pavese: comprendente i comuni di Ruino, Valverde e Canevino, estintasi a seguito della fusione dei tre comuni[51].